# Miha Hrobat
Miha Hrobat (ur. 3 lutego 1995 w Kranju) – słoweński narciarz alpejski, trzykrotny medalista mistrzostw świata juniorów.

## Kariera
Po raz pierwszy na arenie międzynarodowej Miha Hrobat pojawił się 25 listopada 2010 roku w Livigno, gdzie w zawodach juniorskich zajął 21. miejsce w slalomie. W 2012 roku wystartował na igrzyskach olimpijskich młodzieży w Innsbrucku, gdzie zdobył srebrny medal w superkombinacji. Dwa lata później był między innymi szósty w zjeździe podczas mistrzostw świata juniorów w Jasnej. Na mistrzostwach świata juniorów w Hafjell w 2015 roku zwyciężył w supergigancie, a w superkombinacji był drugi za Loïkiem Meillardem ze Szwajcarii. Zdobył również złoty medal w zawodach drużynowych podczas mistrzostw świata juniorów w Soczi w 2016 roku. 
W Pucharze Świata zadebiutował 19 marca 2015 roku w Meribel, gdzie nie ukończył rywalizacji w supergigancie. Pierwsze punkty w Pucharze Świata zdobył 12 stycznia 2018 roku w Wengen – w superkombinacji zajął 28. pozycję. Na podium zawodów tego cyklu pierwszy raz stanął 6 grudnia 2024 roku w Beaver Creek, kończąc zjazd na trzeciej pozycji. Wyprzedzili go jedynie Szwajcarzy: Justin Murisier i Marco Odermatt.
W 2017 roku wystąpił na mistrzostwach świata w Sankt Moritz, gdzie zajął 14. miejsce w zjeździe i 24. w supergigancie. Na rozgrywanych sześć lat później mistrzostwach świata w Courchevel/Méribel był ósmy w zjeździe. Wystartował na Zimowych Igrzyskach Olimpijskich 2018, gdzie ukończył tylko jedną z trzech konkurencji, w których wystartował. W zjeździe zajął 29. miejsce. Brał też udział w igrzyskach olimpijskich w Pekinie w 2022 roku, zajmując 7. miejsce w zawodach drużynowych i 24. miejsce w zjeździe.

## Osiągnięcia

### Igrzyska olimpijskie
| Miejsce | Dzień     | Rok  | Miejscowość | Konkurencja     | Czas biegu | Strata | Zwycięzca          |
| ------- | --------- | ---- | ----------- | --------------- | ---------- | ------ | ------------------ |
| 29.     | 15 lutego | 2018 | Pjongczang  | Zjazd           | 1:40,25    | +3,36  | Aksel Lund Svindal |
| DNF     | 16 lutego | 2018 | Pjongczang  | Supergigant     | 1:24,44    | -      | Matthias Mayer     |
| DNF1    | 18 lutego | 2018 | Pjongczang  | Gigant          | 2:18,04    | -      | Marcel Hirscher    |
| 24.     | 7 lutego  | 2022 | Pekin       | Zjazd           | 1:42,69    | +0,16  | Beat Feuz          |
| DNF     | 8 lutego  | 2022 | Pekin       | Supergigant     | 1:19,94    | -      | Matthias Mayer     |
| DNF1    | 10 lutego | 2022 | Pekin       | Superkombinacja | 2:31,43    | -      | Johannes Strolz    |
| 7.      | 20 lutego | 2022 | Pekin       | Drużynowo       | –          | –      | Austria            |

### Mistrzostwa świata
| Miejsce | Dzień     | Rok  | Miejscowość        | Konkurencja     | Czas biegu | Strata | Zwycięzca            |
| ------- | --------- | ---- | ------------------ | --------------- | ---------- | ------ | -------------------- |
| 24.     | 9 lutego  | 2017 | Sankt Moritz       | Supergigant     | 1:25,38    | +2,38  | Erik Guay            |
| 14.     | 12 lutego | 2017 | Sankt Moritz       | Zjazd           | 1:38,91    | +1,06  | Beat Feuz            |
| DNF1    | 13 lutego | 2017 | Sankt Moritz       | Superkombinacja | 2:26,33    | -      | Luca Aerni           |
| DNF     | 6 lutego  | 2019 | Åre                | Supergigant     | 1:24,25    | -      | Dominik Paris        |
| 27.     | 9 lutego  | 2019 | Åre                | Zjazd           | 1:19,98    | +1,72  | Kjetil Jansrud       |
| 33.     | 11 lutego | 2019 | Åre                | Superkombinacja | 1:47,71    | +3,66  | Alexis Pinturault    |
| DNF1    | 15 lutego | 2019 | Åre                | Gigant          | 2:20,24    | -      | Henrik Kristoffersen |
| DNF     | 11 lutego | 2021 | Cortina d’Ampezzo  | Supergigant     | 1:19,41    | -      | Vincent Kriechmayr   |
| 23.     | 14 lutego | 2021 | Cortina d’Ampezzo  | Zjazd           | 1:37,79    | +2,20  | Vincent Kriechmayr   |
| DSF2    | 15 lutego | 2021 | Cortina d’Ampezzo  | Superkombinacja | 2:05,86    | -      | Marco Schwarz        |
| DNF1    | 7 lutego  | 2023 | Courchevel/Méribel | Kombinacja      | 1:53,31    | -      | Alexis Pinturault    |
| 28.     | 9 lutego  | 2023 | Courchevel/Méribel | Supergigant     | 1:07,22    | +1,93  | James Crawford       |
| 11.     | 12 lutego | 2023 | Courchevel/Méribel | Zjazd           | 1:47,05    | +1,13  | Marco Odermatt       |
| DNF     | 7 lutego  | 2025 | Saalbach           | Supergigant     | 1:24,57    | -      | Marco Odermatt       |
| DNF     | 9 lutego  | 2025 | Saalbach           | Zjazd           | 1:40,68    | -      | Franjo von Allmen    |

### Mistrzostwa świata juniorów
| Miejsce | Dzień     | Rok  | Miejscowość | Konkurencja     | Czas biegu | Strata | Zwycięzca                |
| ------- | --------- | ---- | ----------- | --------------- | ---------- | ------ | ------------------------ |
| DNF2    | 7 marca   | 2012 | Roccaraso   | Gigant          | 2:39,50    | -      | Henrik Kristoffersen     |
| DNF1    | 9 marca   | 2012 | Roccaraso   | Slalom          | 1:38,44    | -      | Santeri Paloniemi        |
| DNF1    | 26 lutego | 2014 | Jasná       | Superkombinacja | 2:21,69    | -      | Matteo De Vettori        |
| DNF     | 26 lutego | 2014 | Jasná       | Supergigant     | 1:30,63    | -      | Marco Schwarz            |
| 6.      | 2 marca   | 2014 | Jasná       | Zjazd           | 1:17,31    | +0,53  | Adrian Smiseth Sejersted |
| DNF1    | 4 marca   | 2014 | Jasná       | Gigant          | 2:03,14    | -      | Henrik Kristoffersen     |
| 36.     | 8 marca   | 2015 | Hafjell     | Gigant          | 2:23,37    | +8,46  | Henrik Kristoffersen     |
| DNF1    | 9 marca   | 2015 | Hafjell     | Slalom          | 1:37,55    | -      | Henrik Kristoffersen     |
| 3.      | 11 marca  | 2015 | Hafjell     | Kombinacja      | 1:58,25    | +0,98  | Loïc Meillard            |
| 1.      | 11 marca  | 2015 | Hafjell     | Supergigant     | 1:15,87    | -      | -                        |
| 10.     | 13 marca  | 2015 | Hafjell     | Zjazd           | 1:29,62    | +1,43  | Henri Battilani          |
| 9.      | 27 lutego | 2016 | Soczi       | Zjazd           | 1:11,66    | +0,72  | Erik Arvidsson           |
| 4.      | 29 lutego | 2016 | Soczi       | Supergigant     | 1:09,95    | +0,58  | Matthieu Bailet          |
| 6.      | 1 marca   | 2016 | Soczi       | Superkombinacja | 1:56,16    | +1,94  | Štefan Hadalin           |
| DNF1    | 3 marca   | 2016 | Soczi       | Gigant          | 2:14,32    | -      | Marco Odermatt           |
| 1.      | 4 marca   | 2016 | Soczi       | Drużynowo       | ?          | -      | -                        |
| DNF1    | 5 marca   | 2016 | Soczi       | Slalom          | 1:36,84    | -      | Istok Rodeš              |

### Puchar Świata

#### Miejsca w klasyfikacji generalnej
- sezon 2014/2015: -
- sezon 2015/2016: -
- sezon 2016/2017: -
- sezon 2017/2018: 154.
- sezon 2018/2019: 111.
- sezon 2019/2020: 109.
- sezon 2020/2021: 107.
- sezon 2021/2022: 99.
- sezon 2022/2023: 77.
- sezon 2023/2024: 80.
- sezon 2024/2025: 15.

#### Miejsca na podium
1. Beaver Creek – 6 grudnia 2024 (zjazd) – 3. miejsce
2. Wengen – 18 stycznia 2025 (zjazd) – 3. miejsce
3. Kvitfjell – 9 marca 2025 (supergigant) – 3. miejsce